# The Kick
The Kick ist ein thailändisch koreanischer Martial-Arts-Film aus dem Jahr 2011 mit Thailands Action-Ikone Yanin Vismistananda in einer Nebenrolle. Er wurde bisher lediglich in den beiden Produktionsländern (in Thai und Koreanisch) veröffentlicht.

## Handlung
Eine koreanische Familie zieht nach Thailand, um dort eine Taekwondo-Schule zu eröffnen. Als der Sohn dieser Familie eine Räuberbande daran hindert, ein wertvolles Artefakt zu stehlen, werden sie zu Nationalhelden und ziehen gleichzeitig den Zorn einer Verbrecherbande auf sich. Um den Sohn zu schützen, müssen sie sich verstecken, doch die Bande ist ihnen dicht auf den Fersen.